# Unikursální hexagram

Unikursální hexagram

Unikursální hexagram je hexagram neboli šestícípá hvězda, která může být nakreslena nebo obtažena unikursálně, jen jedním jediným tahem, místo jako dva překrývající se trojúhelníky. Jde o degenerovaný (komplexní) typ šestiúhelníku. Hexagram může být také nakreslen uvnitř kruhu, kterého se jednotlivé vrcholy dotýkají.

## Historie
Adaptace anglického spisovatele a okultisty Aleistera Crowleyho má umístěnou růži s pěti okvětními plátky(symbolizujícími Božství) ve svém středu symbolu, což dohromady dává jedenáct (šest vrcholů hexagramu plus pět okvětních plátků), což někteří považují za číslo božské jednoty.[zdroj⁠?!] Číslo jedenáct je také zmíněno v ústředním textu filosofie Thelema Knize Zákona. V řecké a indické mytologii je unikursální hexagram jako symbol zasvěcení se božským vládcům.[zdroj⁠?!]